# Serie B 1951-1952 (pallacanestro maschile)
Il campionato di Serie B di pallacanestro maschile 1951-1952 secondo livello del 30º campionato italiano, è l'11° organizzato dalla FIP sotto questa definizione e il 5° dall'ultima riforma dei campionati. 
Le squadre sono divise in due gironi; vengono promosse in Serie A le prime classificate, le vincenti dei due gironi si disputeranno il titolo di Campione d'Italia di Serie B, per questa stagione non sono previste retrocessioni in vista dell'allargamento a 32 squadre nella prossima stagione.

## Girone A[1]

### Classifica
|  |    | Classifica finale 1951-1952  | Pt | G  | V | N | P  | PtF | PtS |
|  | -- | ---------------------------- | -- | -- | - | - | -- | --- | --- |
|  | 1. | Reyer Venezia B              | 18 | 14 | 9 | 0 | 5  | 543 | 485 |
|  | 2. | GinnasticaGoriziana          | 18 | 14 | 9 | 0 | 5  | 535 | 468 |
|  | 3. | U.S. Livorno                 | 18 | 14 | 9 | 0 | 5  | 592 | 513 |
|  | 4. | Tosi Legnano                 | 16 | 14 | 8 | 0 | 6  | 550 | 510 |
|  | 5. | U.S. Pallacanestro Cremonese | 12 | 14 | 6 | 0 | 8  | 605 | 567 |
|  | 6. | Ginnastica Torino            | 12 | 14 | 6 | 0 | 8  | 534 | 598 |
|  | 7. | Vela Viareggio               | 10 | 14 | 5 | 0 | 9  | 498 | 614 |
|  | 8. | CRDM La Spezia               | 8  | 14 | 4 | 0 | 10 | 578 | 679 |

### Risultati
| Risultati            | VEN   | GOR   | LIV   | LEG   | CRE   | TOR   | VIA   | SPE   |
| -------------------- | ----- | ----- | ----- | ----- | ----- | ----- | ----- | ----- |
| Reyer Venezia B      |       | 35-34 | 37-25 | 27-34 | 42-39 | 39-31 | 56-32 | 46-36 |
| U.G. Goriziana       | 28-24 |       | 39-35 | 43-27 | 62-40 | 43-28 | 37-28 | 57-40 |
| U.S. Livorno         | 38-28 | 36-21 |       | 50-45 | 36-28 | 65-37 | 70-49 | 57-34 |
| Cral Tosi Legnano    | 34-33 | 42-39 | 41-33 |       | 38-29 | 48-29 | 52-24 | 47-37 |
| U.S. Cremonese       | 44-43 | 30-28 | 39-45 | 43-38 |       | 41-34 | 61-23 | 73-22 |
| Ginnastica Torino    | 43-57 | 37-32 | 44-34 | 38-33 | 53-40 |       | 42-31 | 46-40 |
| Sport Vela Viareggio | 20-28 | 30-33 | 42-25 | 47-35 | 47-45 | 39-23 |       | 48-47 |
| CRDM La Spezia       | 47-48 | 36-39 | 29-42 | 38-36 | 56-53 | 56-49 | 60-38 |       |

### Spareggi Promozione
| Cremona 5 aprile 1952 | U.G. Goriziana | 30 – 25 | U.S. Livorno |  |

| Cremona 6 aprile 1952 | Reyer Venezia B | 41 – 28 | U.S. Livorno |  |

| Cremona 6 aprile 1952 | U.G. Goriziana | 46 – 42 | Reyer Venezia B |  |

La Reyer Venezia B deve poi rinunciare alla promozione perché non è permesso ad una squadra B di essere nello stesso livello del campionato della squadra madre la Reyer Venezia che milita in serie A, la promozione sarà quindi assegnata all'Unione Ginnastica Goriziana per la migliore differenza canestri nei confronti dell'Unione Sportiva Livorno.

## Girone B

### Classifica
|  |    | Classifica finale 1950-1951 | Pt | G  | V  | N | P  | PtF | PtS |
|  | -- | --------------------------- | -- | -- | -- | - | -- | --- | --- |
|  | 1. | AP Napoli                   | 22 | 14 | 11 | 0 | 3  | 614 | 513 |
|  | 2. | Robur Ravenna               | 21 | 14 | 10 | 1 | 3  | 687 | 467 |
|  | 3. | Stamura Ancona              | 20 | 14 | 10 | 0 | 4  | 526 | 464 |
|  | 4. | Pibigas Reggio Emilia       | 16 | 14 | 8  | 0 | 6  | 575 | 523 |
|  | 5. | Lazio Pallacanestro         | 14 | 14 | 7  | 0 | 7  | 504 | 542 |
|  | 6. | Cestistica INA Taranto      | 9  | 14 | 4  | 1 | 9  | 427 | 546 |
|  | 7. | Italcable Roma              | 8  | 14 | 4  | 0 | 10 | 525 | 563 |
|  | 8. | Ginnastica Marigliano       | 2  | 14 | 1  | 0 | 13 | 443 | 683 |

### Risultati
| Risultati             | NA    | RA    | AN    | RE    | LAZIO | TA    | RM    | MAR   |
| --------------------- | ----- | ----- | ----- | ----- | ----- | ----- | ----- | ----- |
| AP Napoli             |       | 47-38 | 30-19 | 50-40 | 50-35 | 53-33 | 55-43 | 66-37 |
| Robur Ravenna         | 66-40 |       | 49-43 | 41-30 | 60-48 | 73-30 | 54-23 | 56-29 |
| Stamura Ancona        | 34-32 | 39-35 |       | 41-31 | 35-21 | 42-29 | 48-30 | 52-33 |
| Pibigas Reggio Emilia | 50-43 | 37-36 | 42-28 |       | 37-30 | 46-38 | 48-32 | 81-45 |
| Lazio Pallacanestro   | 24-25 | 34-54 | 39-38 | 42-40 |       | 50-19 | 41-38 | 56-37 |
| Cest. INA Taranto     | 25-28 | 33-33 | 33-36 | 27-17 | 34-31 |       | 35-28 | 37-29 |
| Italcable Roma        | 38-47 | 37-49 | 37-40 | 43-35 | 46-47 | 35-20 |       | 69-23 |
| Ginnastica Marigliano | 31-48 | 34-43 | 23-31 | 27-41 | 29-46 | 45-34 | 21-23 |       |

## Finale
| Napoli 20 aprile 1952 | Pallacanestro Napoli | 54 – 44 | Reyer Venezia B |  |

| Venezia 27 aprile 1952 | Reyer Venezia B | 48 – 37 | Pallacanestro Napoli |  |

| Bologna 18 maggio 1952 | Reyer Venezia B | 59 – 33 | Pallacanestro Napoli |  |

## Verdetti
- la Reyer Venezia B vince il titolo di campione d'Italia di Serie B

Formazione: 

## Fonti
- La Provincia (di Cremona) edizione 1951-52
- Corriere dello Sport edizione 1951-52